# Terremoto de Dúrcal de 1954
El terremoto de Dúrcal de 1954 fue un evento sísmico de magnitud 7,8 que sacudió la localidad de Dúrcal, Granada, España, el 29 de marzo de 1954 a las 07:17 hora local. A pesar de su intensidad, no causó víctimas mortales ni daños significativos debido a su profundo hipocentro de 626,2 kilómetros bajo tierra. Este fenómeno ha sido objeto de estudio y debate científico por su singularidad y su relación con la cuenca del mar de Alborán, proporcionando valiosa información sobre la sismicidad regional y la interacción de las placas tectónicas.